# Gozmány László
Gozmány László Antal (Gozmánÿ) (Budapest, 1921. november 9. – Budapest, 2006. december 15.) magyar biológus, zoológus, entomológus, etológus. A biológiai tudományok kandidátusa (1962), a biológiai tudományok doktora (1991).

## Életpályája
1939-től a Magyar Rovartani Társaság tagja volt. 1940-ben érettségizett a budapesti Rákóczi Reálgimnáziumban. 1943–1946 között a Külkereskedelmi Hivatal segédtitkára volt. 1940–1944 között a Pázmány Péter Tudományegyetemen jogtudományi doktori diplomát szerzett. 
1946–1948 között a Külkereskedelmi Igazgatóság segédtitkáraként dolgozott. 1948–1949 között a Külkereskedelmi Minisztérium Államközi Osztályának előadója, országreferense volt. 1950-től a New Haven-i Lepidopterist’s Society alapító és tiszteletbeli tagja volt. 1950–1983 között a Magyar Természettudományi Múzeum Állattárának muzeológusa, a Lepkegyűjtemény vezetője, 1963–1974 között az Állattár tudományos főmunkatársa, 1974–1983 között igazgató-helyettese volt. 
1961-ben a Bajor Rovartani Társaság tiszteletbeli tagja lett. 1965–1986 között az Acta Zoologica szerkesztő-bizottságának tagja volt. 1965–1968 között a Magyar Rovartani Társaság titkára, 1975–1978 között elnöke volt. 1986-ban a Spanyol Rovartani Társaság és az Európai Lepidopterológiai Társaság is tiszteletbeli tagjává választotta.

### Munkássága
Rovartannal foglalkozott; Európa egyik legnagyobb molylepkerendszertani gyűjteményének felállítója volt. Feldolgozta a Kis-Balaton molylepketársulásait; több száz új fajt, több mint 30 új nemet írt le.
Kidolgozta a magyar állatnevek helyesírási szabályzatát. A világon egyedülálló hétnyelvű, kétkötetes állatnévszótára, amelyben latinul, németül, angolul, franciául, magyarul, spanyolul, oroszul szerepelnek az Európában élő állatok (Európa állatvilága – Hétnyelvű névszótár, 1979). A hivatalos elnevezésen kívül a szótárban igyekezett összegyűjteni a különböző fajok népi elnevezését is.
8 magyarországi természetvédelmi terület védetté nyilvánításának kezdeményezője, fontos szerepe volt az 1980. évi természetvédelmi törvény szakmai előkészítésében. Műfordítóként az 1940-es években néhány népszerű kalandregényt fordított le (Leslie Charteris Angyal-történeteit).

## Családja
Anyai nagybátyja: Wagner János (1906–1948) biológus, zoológus, malakológus. Sz: vitéz Gozmánÿ Dezső (1892–?) gépészmérnök, és Wágner Katalin voltak. Testvére: Gozmány György (1920–1973) színész. 1944-ben házasságot kötött Fotter Edittel. Három gyermekük született: Mária (1946–), Gábor (1948–) és Krisztina (1950–).

## Művei
- Néhány adat Budapest lepkefaunájához (Folia Entomologica, 1938)
- Lepkegyűjtés a Velencei tónál (Folia Entomologica, 1943)
- Az ócsai turján lepkeritkaságai (Rovartani Közlöny, 1947)
- Hungarian Lepidopterology. 1–2. (The Lepidopterists’ News, 1949)
- A magyarországi molylepkék rendszertani jegyzéke (Rovartani Közlöny, 1952)
- New Hungarian Microlepidoptera. – Új magyar molylepkék (Annales Historico-Naturales Musei Nationalis Hungarici, 1952)
- The Examination of Microlepidoptera Coenoses Mining on Trees (Acta Zoologica, 1954)
- Studies on Microlepidoptera (Annales Historico-Naturales Musei Nationalis Hungarici, 1954)
- Állattársulások vizsgálata, különös tekintettel a lepkékre (Kovács Lajossal; Rovartani Közlemények, 1954)
- Molylepkék. Microlepidoptera. I–VI. füzet. (Magyarország állatvilága. Budapest, 1955–1965)
- The Microlepidoptera Coenoses of the Kisbalaton (Acta Zoologica, 1956)
- A Revision of the Genus Stomopteryx Hein (Acta Zoologica, 1957)
- Data to the Quantitative Relations of the Lepidoptera of the Alderwood Marshes in Ócsa, Hungary (Kovács Lajossal; Annales Historico-Naturales Musei Nationalis Hungarici, 1959)
- Tineid Moths from Afghanistan (Acta Zoologica, 1959)
- A Symmocoid-fajcsoport revíziója és filogenetikus rendszerének alapvetése (Kandidátusi értekezés; Budapest, 1960)
- New and Rare Tineids from the Palaearctic Region and One from Ethiopia (Acta Zoologica, 1960)
- The Description of Some New Symmocoid Taxa (Acta Zoologica, 1961)
- On the Genus Paradoris Meyr. and Some Notes on Symmocoid Taxa (Acta Zoologica, 1962)
- Lepkék (Kovács Lajossal; Állatok gyűjtése. Szerkesztette: Kaszab Zoltán, Móczár László, Soós Árpád. Az illusztrációk és a kötésterv Csiby Árpád munkája. Budapest, 1962)
- The Family Symmocidae and the Description of New Taxa Mainly from the Near East (Acta Zoologica, 1963)
- On the Generic Groups Eremica Walsingham and Symmocoides Amsel (Acta Zoologica, 1964)
- On the Genus Apiletria Lederer, 1855. – Some Collections of Tineid Moths from Africa (Acta Zoologica, 1965)
- A Tineid Material from Bangui, Central African Republic. – Tineid Moths from the Ruwenzori Range (Acta Zoologica, 1966)
- Tineid Moths from Ghana. 1–2. (Annales Historico-Naturales Musei Nationalis Hungarici, 1966 és 1969)
- Three Tineid Collections from Africa (Acta Zoologica, 1967)
- Hazai molylepkéink magyar nevei (Rovartani Közlemények 1968 és Folia Entomologica, 1968)
- Three New Tineid Species from Madagascar and Rhodesia (Acta Zoologica, 1970)
- A rendszertani, faunisztikai és állatföldrajzi kutatások mai helyzete és problémái (Állattani Közlemények, 1971)
- The Tineidae of the Ethiopian Region (Pretoria, 1973)
- New Symmocid Species and the Description of an Unknown Abdominal Organ (Acta Zoologica, 1975)
- Lecithoceridae (Microlepidoptera Palaearctica. 5. Band. Wien, 1978)
- Vocabularium nominum animalium Europae septem linguis redactum. Európa állatvilága. Hétnyelvű névszótár (Budapest, 1979)
- Nevezéktani és taxonómiai változások a Magyarország állatvilága XVI. kötetének 2–7. füzetében. Molylepkék–Microlepidoptera (Folia Entomologica, 1985)
- A detritofág molylepkék (Doktori értekezés; Budapest, 1989)
- Holcopogonidae (Microlepidoptera Palaearctica. 9. Band. Wien, 1990)
- The Lepidoptera of Greece. Athens. (Athens, 1991)
- A magyar állatnevek helyesírási szabályai (Folia Entomologica, 1994)
- Review of the Palaearctic Species of Dirhinosia Rebel, 1905. Tokar, Zdenekkel. (Acta Zoologica, 2004)

## Műfordításai
- Leslie Charteris: Rettegj, alvilág! (A Nova kalandos regényei; Budapest, 1941)
- Leslie Charteris: Az „Angyal” (A Nova kalandos regényei; Budapest, 1942)
- Leslie Charteris: Az Angyal háborúja. A borító Pályi Jenő munkája (A Nova kalandos regényei; Budapest, 1942)
- Leslie Charteris: A végzetes ajándék (A Nova kalandos regényei; Budapest, 1942)
- Leslie Charteris: Az ördögi repülőgép (A Nova kalandos regényei; Budapest, 1942)
- Berkely Gray: A veszélyes ember (Budapest, 1943)
- Edgar Wallace: Csontos, a folyam ura (A borító Gozmány László munkája; Budapest, 1943; új kiadás: 2009)

## Díjai
- Frivaldszky Imre-emlékérem (1970, 1983)
- Pro Natura emlékplakett (1995)
- Eötvös József-koszorú (1999)